# Erzbistum Bombay
Das Erzbistum Bombay (lateinisch Archidioecesis Bombayensis) ist eine Erzdiözese der Römisch-katholischen Kirche in Indien mit Sitz in Mumbai.

## Geschichte
Vorläufer des heutigen Erzbistums Bombay ist das 1637 aus dem Erzbistum Goa heraus gegründete Apostolische Vikariat Idalcan / Deccan / Bijapur, das 1669 seinen Namen in Groß Mogul änderte. Am 17. Mai 1784 gab es Teile seines Territoriums zur Gründung der Mission sui juris Hindustan ab. 1920 änderte es abermals seinen Namen in Bombay. Am 1. September 1886 wurde dieses von Papst Leo XIII. zum Erzbistum erhoben. Am 20. Mai 1948 wurden Teile des Diözesangebietes an das neu errichtete Bistum Karatschi abgegeben. Im Jahr 1949 wurden weitere Gebietsteile an das neu entstandene Bistum Ahmedabad abgetreten. 1966 folgte eine weitere Gebietsabtretung, da das Bistum Baroda errichtet wurde. Am 30. April 1988 wurden Teile des Diözesangebietes an das neu entstandene Bistum Kalyan abgegeben. Das Erzbistum Bombay erhielt seine heutige Form im Jahr 1998 nach der Gebietsabtretung an das Bistum Vasai.
2019 räumte der amtierende Erzbischof Kardinal Oswald Gracias ein, auf Vorwürfe sexuellen Missbrauchs nicht ausreichend reagiert zu haben.

## Kirchenprovinz
- Erzbistum Bombay

1. Bistum Kalyan
2. Bistum Nashik
3. Bistum Poona
4. Bistum Vasai

## Ordinarien

### Apostolische Vikare
- Matthieu de Castro Malo CO (1637–ca. 1669)
- Custodio de Pinho (1669–1696)
- Ferdinando Palma-Pignatelli OCD (1696–1701)
- Giovanni Maria de Leonardi OCD (1704–1707)
- Antonio Baistrocchi OCarm (1708–1726)
- Pietro Maurizio Gagna OCD (1728–1744)
- Innozenz Stradmann OCD (1746–1753)
- Giovanni Domenico di Santa Chiara OCD (1756–1772)
- Giorgio Antonio Vareschi OCD (1773–1785)
- Angelin Geiselmayer OCD (1785–1786)
- Victorius Schweizer OCD (1787–1793)
- Pietro Ramazzini OCD (1794–1840)
- Luigi Maria Fortini OCD (1840–1848)
- John Francis Whelan OCD (1848–1850)
- Anastasius Hartmann OFMCap (1849–1858)
  - Apostolischer Administrator: Alexis Canoz SJ (1858–1860; auch Apostolischer Vikar von Madura und Coromandel Coast)
- Walter Steins Bisschop SJ (1860–1867)
- Leo Meurin SJ (1867–1887)

### Erzbischöfe
- George Porter SJ (1886–1889)
- Theodor Dalhoff SJ (1891–1906)
- Hermann Jürgens SJ (1907–1916)
- Alban Goodier SJ (1919–1926)
- Joachim Lima SJ (1928–1936)
- Thomas Roberts SJ (1937–1950)
- Valerian Kardinal Gracias (1950–1978)
- Simon Ignatius Kardinal Pimenta (1978–1996)
- Ivan Kardinal Dias (1996–2006)
- Oswald Kardinal Gracias (2006–2025)
- John Rodrigues (seit 2025)